# Leoncjusz (metropolita kijowski)
Leoncjusz – duchowny wymieniany w źródłach ruskich jako metropolita kijowski działający w końcu X w. Jego autentyczność jest kwestionowana.
Postać metropolity kijowskiego Leoncjusza (Leona, Lwa) wymieniana jest w kronikach ruskich; duchowny występuje w nich jako pierwszy lub drugi hierarcha na tej katedrze. Podobnie jak w przypadku jego przypuszczalnego poprzednika, metropolity Michała, głównym źródłem utrwalonej w XVI w. cerkiewnej tradycji zakładającej autentyczność postaci Leoncjusza był zredagowany w XII–XIII w. tzw. ustaw Włodzimierza I. Leoncjuszowi przypisywane było autorstwo traktatu krytykującego łacińskie obyczaje kościelne, podpisanego przez Lwa, metropolitę Perejasławia w Rusi (gr. Ρωσία). Nowsze badania wykazały jednak, iż tekst ten nie mógł powstać przed 1054.
Współcześnie historyczność osoby Leoncjusza jest kwestionowana. Zdaniem Antoniego Mironowicza i Natalii Jakowenko przez cały okres od 991 do 1018 metropolitą kijowskim był Teofilakt.